# Maud Ostberg
Maud Inez Maria Ostberg, född 6 november 1918 i Engelbrekts församling i Stockholm, död där 24 juli 1998, var en svensk fotograf och målare.

## Familj
Maud Ostberg var dotter till Arvid Petter Ostberg och Inez Maria Johansson. Hon var gift 1943–1946 med konstnären Ulf Johansson.

## Biografi
Maud Ostberg studerade vid Otte Skölds målarskola i Stockholm 1937, därefter fortsatte hon studierna vid Konsthögskolan 1938–1942 samt för Signe Barth och Sigurd Möller. Hon har deltagit i utställningen Unga tecknare på Nationalmuseum 1938–1942. Som illustratör har hon medverkat i Vecko-nytt och Husmodern.
Maud Ostbergs produktion består av stilleben och porträtt.